# Rezerwat przyrody Buczyna Helenopol
Rezerwat przyrody Buczyna Helenopol – leśny rezerwat przyrody położony w gminie Zduny, powiecie krotoszyńskim (województwo wielkopolskie), w pobliżu osady Helenopol i wsi Chachalnia.
Powierzchnia: 41,99 ha. Obszar rezerwatu podlega ochronie czynnej.

## Charakter
Został utworzony w 1995 roku w celu ochrony lasu bukowego (kwaśnej buczyny niżowej) o charakterze naturalnym na granicy jego zasięgu. Drzewa w wieku 50–130 lat, do 35 metrów wysokości (dęby szypułkowe, brzozy brodawkowate, klony jawory, olsze czarne, lipy drobnolistne). Pomnikowe rozmiary pni. Cenne runo z roślinami kwitnącymi wczesną wiosną, przed pojawieniem się liści na drzewach. Występują tu m.in. sromotnik smrodliwy, konwalia majowa, przytulia wonna, kruszyna pospolita, perłówka zwisła, czyściec leśny i traganek szerokolistny. Na terenie rezerwatu bytują: jelenie, sarny, dziki, zające, padalce, jaszczurki zwinki, a także 38 gatunków ptaków (m.in. modraszka zwyczajna, grubodziób zwyczajny, wilga, dzięcioł czarny, puszczyk zwyczajny oraz myszołów). Drzewostan bukowy powstał w tym rejonie z nasadzeń w celu uzyskania materiału do produkcji beczek do przechowywania żywności.
W pobliżu rezerwatu znajduje się Studnia Świętego Marcina i Dąb Rozdrażewskich.

## Podstawa prawna
- Zarządzenie Min. Ochr. Środ., Zasobów Naturalnych i Leśnictwa z dnia 11 grudnia 1995 r, Monitor Polski 1996 r, Nr 2, Poz. 23
- Obwieszczenie Wojewody Wielkopolskiego z dn. 4.10.2001 r. w sprawie ogłoszenia wykazu rezerwatów przyrody utworzonych do dn. 31.12.1998 r.
- Zarządzenie Nr 34/11 Regionalnego Dyrektora Ochrony Środowiska w Poznaniu z dnia 1 września 2011 r. w sprawie rezerwatu przyrody „Buczyna Helenopol”